# 小蠔湾駅
小蠔湾駅（しょうごうわんえき）は、香港ランタオ島小蠔湾車両基地内に開業予定の東涌線の駅。

## 駅周辺
- 小蠔湾車両基地
- Oyster Bay （建造予定）[2]

## 隣の駅
香港鉄路
■ 東涌線
東涌東 - 小蠔湾 - 欣澳